# Христофор Лакапин
Христофор Лакапин (на гръцки: Χριστόφορος Λακαπηνός) е византийски император, обявен за кесар и съимператор от баща си Роман I Лакапин заедно с Константин VII.
През 927 българският цар Петър I сключва мирен договор с империята, по силата на който се урежда границата между двете държави. Мирът е скрепен и с династичен брак между Христофоровата дъщеря Мария, приела името Ирина (мир). Заради брака между Ирина и Петър I, Роман I Лакапин и Христофор Лакапин са доста критикувани.
| „                                                         | Роман извърши това вън от канона, от църковното предание, от наредбата и заповедта на императора св. Константин Велики, то той беше още приживе много укоряван, оклеветяван и мразен от сенатското събрание и от целия народ, и от самата църква, тъй че омразата най-сетне се прояви и след смъртта си той по същия начин се укорява, порицава и осъжда, задето бе предприел едно дело недостойно и неприлично за благородната ромейска държава. | “ |
| Константин Багренородни – „За управлението на империята“. | |   |

Христофор Лакапин, като наследник на баща си, получава повече самостоятелност от своите братя съимператори, Константин и Стефан, както и от законния владетел Константин VII Багрянородни, като дори на монетите си Роман I сече своя образ и този на сина си (по-долу), което показва пренебрежението на двамата към „истинския“ император.
Христофор Лакапин умира през август 931 г.

## Семейство
Христофор има брак с Августа София, от която има поне една дъщеря:
- Ирина Лакапина – съпруга на Петър I
- Роман
- Михаил Лакапин. Има дъщеря Елена Лакапина, женена за Баграт Таронит.